# THANKS TO
「THANKS TO」是韓國的男子樂隊FTIsland的第1枚特別迷你專輯。於2013年9月23日發行。唱片公司為FNC Entertainment。

## 概要
- 「THANKS TO」是FTIsland的第1枚特別迷你專輯，包括翻唱迷你專輯「Memory In FTIsland」，此專輯通算為第6枚迷你專輯。
- 「THANKS TO」是FTIsland為紀念出道六週年而發行的特別專輯，而專輯宣傳期只得兩週。
- 專輯收錄的4首歌曲皆由成員親自創作
- 「Memory」為此專輯的主打曲目，由成員洪基創作。

## 收錄內容
CD
1. Memory
6th迷你專輯「THANKS TO」主打曲目
2. Falling Star
3. Try Again
4. Always With You
5. Memory（Inst.）

DVD
1. Unseen Music Video（BGM: Always With You）
2. FTISLAND Members' Video Message